# Ulvik
Ulvik – norweskie miasto i gmina leżąca w regionie Hordaland.
Ulvik jest 152. norweską gminą pod względem powierzchni.

## Demografia
Według danych z 1 stycznia 2011 gminę zamieszkuje 1117 osób, gęstość zaludnienia wynosi 1,54 os./km². Pod względem zaludnienia Ulvik zajmuje 394. miejsce wśród norweskich gmin.
| ludność stan na 1 stycznia 2005 |         |           |       |
|                                 | kobiety | mężczyźni | razem |
| osób                            | 591     | 572       | 1163  |
| %                               | 50,82%  | 49,18%    | 100%  |

| wykształcenie stan na 1 października 2004 |        |         |        |        |
|                                           | podst. | średnie | wyższe | niezn. |
| osób                                      | 168    | 556     | 175    | 24     |
| %                                         | 18,2%  | 60,24%  | 18,96% | 2,6%   |

## Edukacja
Według danych z 1 października 2004:
- liczba szkół podstawowych (norw. grunnskolar): 1
- liczba uczniów szkół podst.: 169

## Władze gminy
Według danych na rok 2011 administratorem gminy (norw. rådmann) jest Jon Oppedal, natomiast burmistrzem (norw. ordfører, d. borgermester) jest Mona Haugland Hellesnes.